# Rob Krier

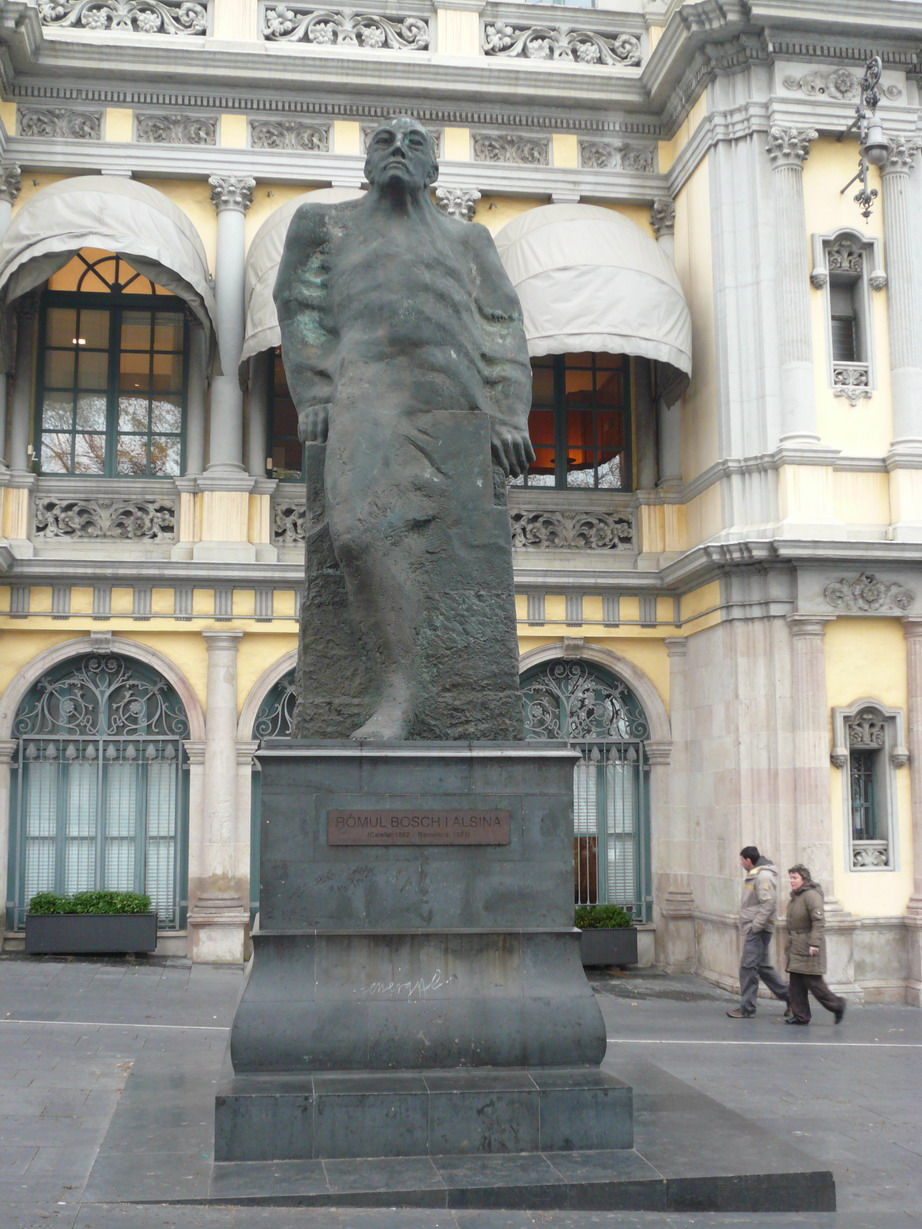
Il monumento a Ròmul Bosch i Alsina realizzato da Krier a Barcellona. Il piedistallo è opera del fratello Léon.

Robert Krier, detto Rob (Grevenmacher, 10 giugno 1938 – Berlino, 20 novembre 2023), è stato un architetto, urbanista e scultore lussemburghese.

## Biografia
Fratello maggiore di Léon Krier, anch'egli architetto e urbanista, nacque a Grevenmacher il 10 giugno 1938.
Si laureò alla Technische Universität di Monaco di Baviera. Insegnò a Stoccarda e Losanna prima di diventare professore di architettura al Politecnico di Vienna (1976-1998). Dal 1996 fu anche guest professor alla Yale University.
Dal 1976 (e fino al 1994) esercitò anche la professione di architetto nel suo studio a Vienna, a cui nel 1992 ne affiancò un altro a Montpellier aperto con Nicolas Lebunetel (chiuso poi nel 2004) e nel 1993 uno ulteriore a Berlino insieme con Christoph Kohl di Bolzano che poi si mise in proprio.
Morì a Berlino il 20 novembre 2023 all'età di 85 anni.